# Menhir

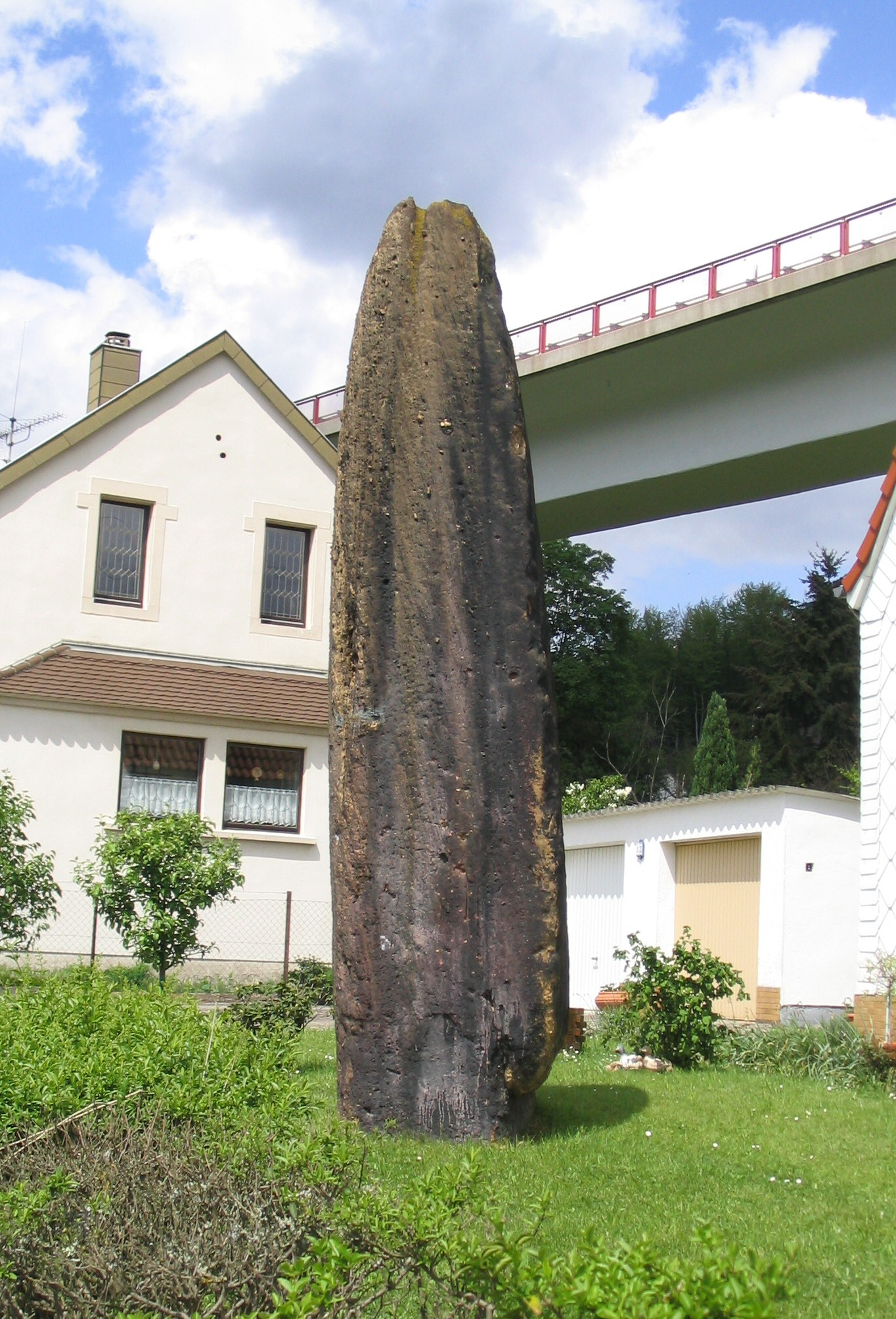
Spellenstein en Rentrisch (Alemania), de 5 metros de altura.

Un menhir es la forma más sencilla de un monumento megalítico. Consiste en una piedra por lo general alargada, en bruto o mínimamente tallada, colocada de modo vertical y con su parte inferior enterrada en el suelo para evitar que caiga.

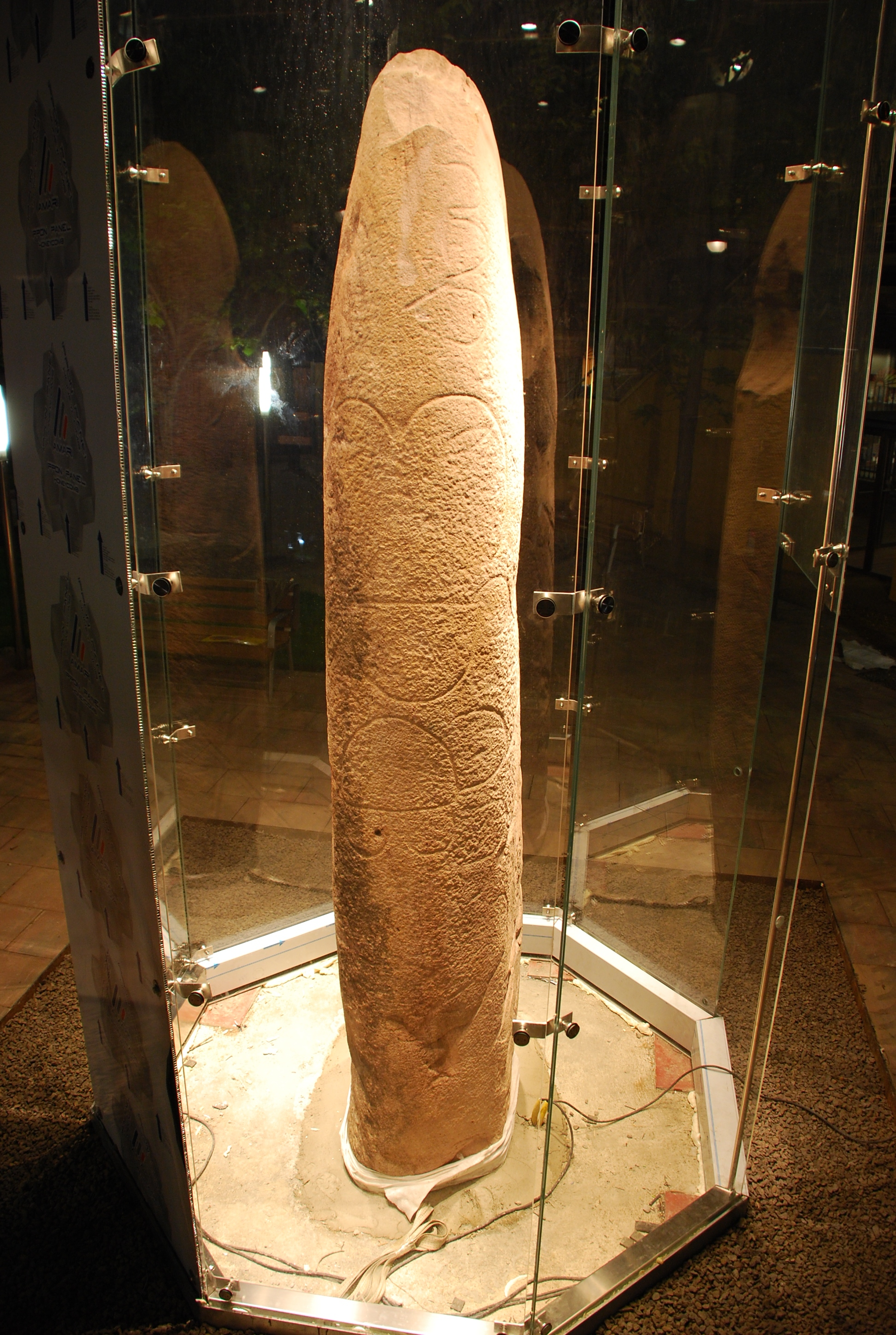
Detalle de las inscripciones del "Menhir de Mollet" (Mollet del Vallès).

## Etimología
El término es originario de Francia y resulta de la unión de dos palabras del idioma bretón: maen («piedra») e hir («larga»). Fue adoptado por los arqueólogos en el siglo XIX.

## Descripción y finalidad
Se denomina menhir al único megalito prehistórico nada o apenas trabajado. Algunos presentan grabados. Otros están esculpidos, a menudo antropomórficamente, aunque en este caso cabe hablar de estelas o ídolos y no de menhires en sentido estricto. Su tamaño varía, desde pequeñas rocas que solo se distinguen de otras piedras por formar parte de alineamientos o crómlech, hasta algunos monolitos bretones (Kerloas, Champ-Dolent, Grand Menhir Brisé) con una altura de más de 10 metros.
Se desconocen los significados rituales concretos que inspiraron el alzamiento y disposición de los menhires neolíticos, formulándose en torno a ello conjeturas más o menos elaboradas y con mayor o menor rigor científico. Solo se sabe con seguridad que eran, como otros monumentos similares de la época, construcciones funerarias. A sus pies suelen hallarse tumbas con restos o cenizas de difuntos, cerámicas, etcétera. Los grandes conjuntos megalíticos serían necrópolis y los menhires habrían desempeñado el papel de lápidas vinculadas a la conmemoración y el culto de los antepasados. Ciertos menhires podrían haber sido tributos a las divinidades o, en el caso de los menhires esculpidos, representaciones de estas.
Caso aparte son ciertos menhires europeos cristianizados cuyas cruces o escenas bíblicas talladas muestran cómo esta religión asimiló o reutilizó monumentos asociados a épocas y creencias anteriores.

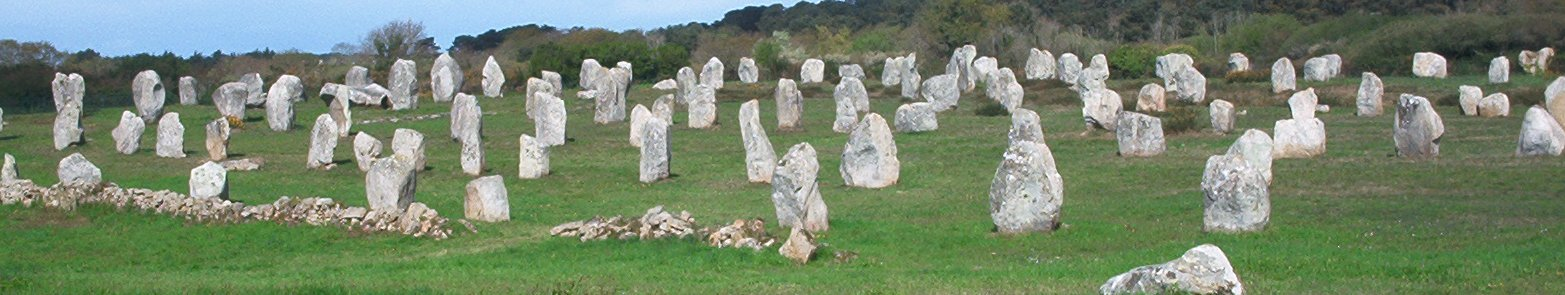
Alineamientos de Carnac, Francia.

## Distribución
Si bien abundan en Europa como consecuencia del fenómeno histórico del megalitismo, su extensión geográfica es prácticamente global: India, Siria, el Cáucaso, Crimea, costa septentrional del mar Negro, Bulgaria, China, Japón, Mongolia, Rusia, Polinesia, norte de África, España, Portugal, Italia (varios en Cerdeña), Francia, Gran Bretaña, suroeste de Suecia, Dinamarca, Holanda, Bélgica, norte de Alemania, Australia (megalitos aborígenes), Colombia, Argentina, Venezuela, etcétera. No existen en Grecia. Aunque originados por una cultura diferente y de un modo paralelo, también se encuentran antiquísimos "menhires" en ciertas zonas de Argentina (Reserva arqueológica Los Menhires).

## En la cultura popular
Este objeto aparece continuamente en la serie de cómic europea Astérix el Galo, creada por René Goscinny y Albert Uderzo. En esta serie, el coprotagonista, Obélix, no solo talla los menhires, sino que además los distribuye, haciendo del comercio con estas rocas su modus vivendi. En estos cómics, el menhir ha sido utilizado asimismo como parte del argumento en varios de los álbumes, desencadenando incluso la trama en varios de ellos.
Esto no es, sin embargo, más que un anacronismo, dado que en el mundo antiguo, en el que se desarrolla la serie, ya no se hacían menhires.